# Androsace hazarica
Androsace hazarica là một loài thực vật có hoa trong họ Anh thảo. Loài này được R.R.Stewart ex Y.J.Nasir mô tả khoa học đầu tiên năm 1984.